# Cabo Byron
O Cabo Byron é o ponto mais oriental do continente australiano. Fica no condado de Byron Bay, na parte norte da Nova Gales do Sul.Tem um farol, um caminho de acesso de muitos pontos de observação que permitem ver a migração das baleias-de-bossa.
Recebeu o seu nome dado pelo capitão James Cook em 15 de maio de 1770 em homenagem a John Byron, que fez uma volta ao mundo no seu navio HMS Dolphin entre 1764 e 1766. 

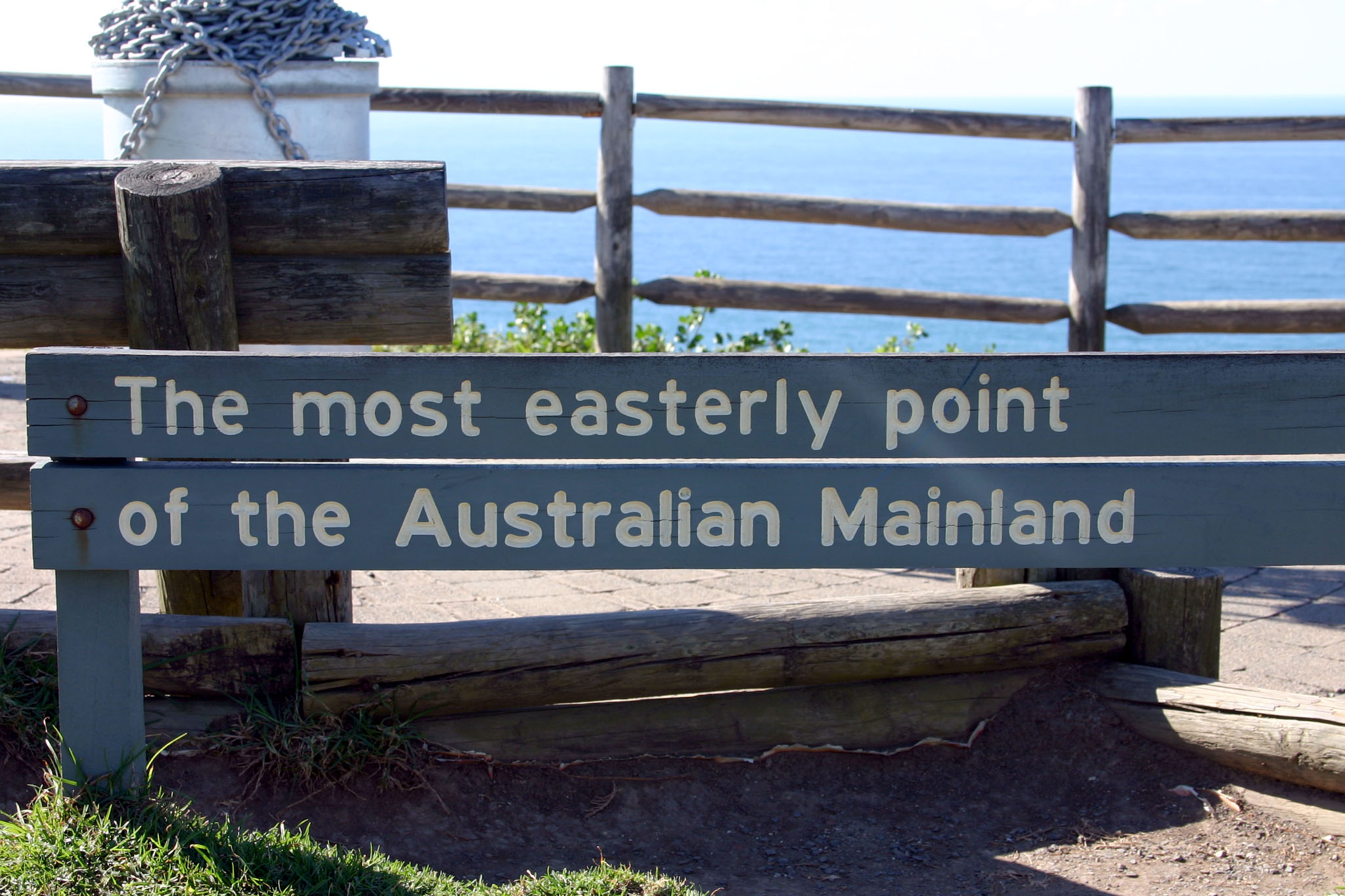
Sinal
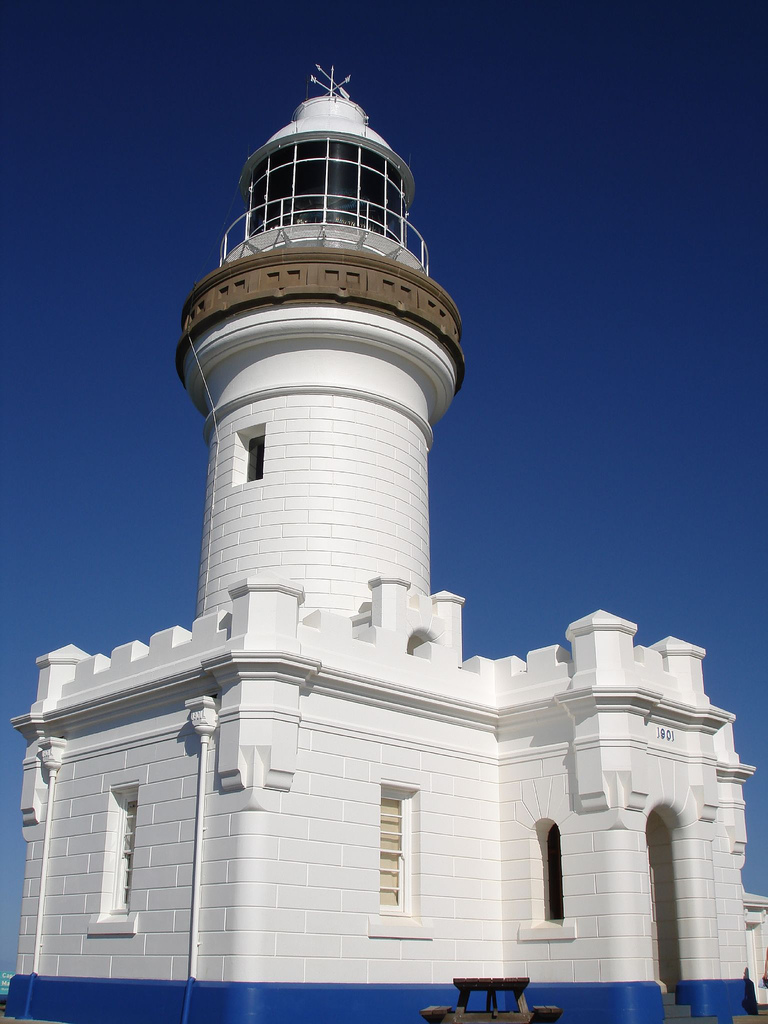
Farol
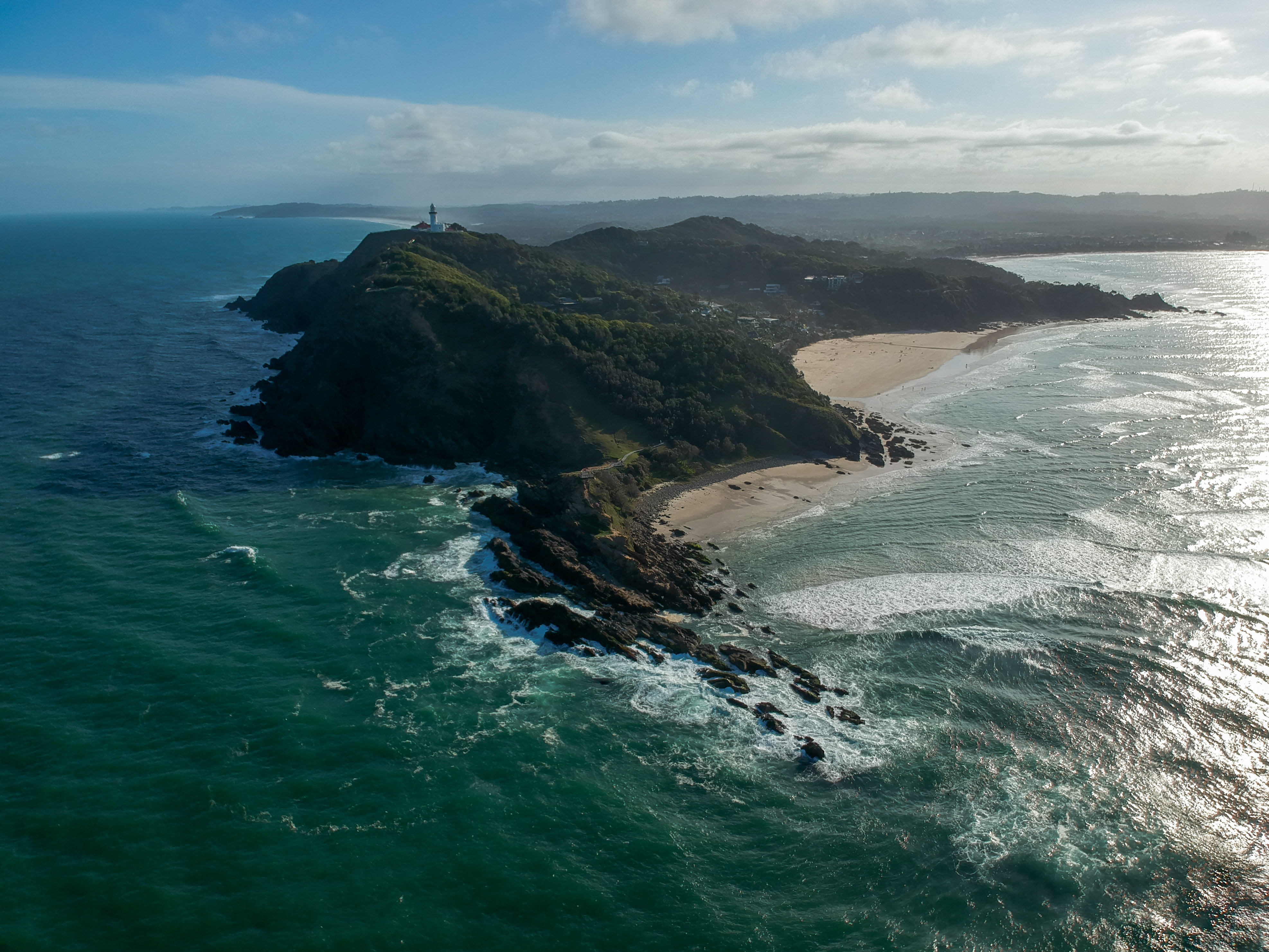
Vista aérea
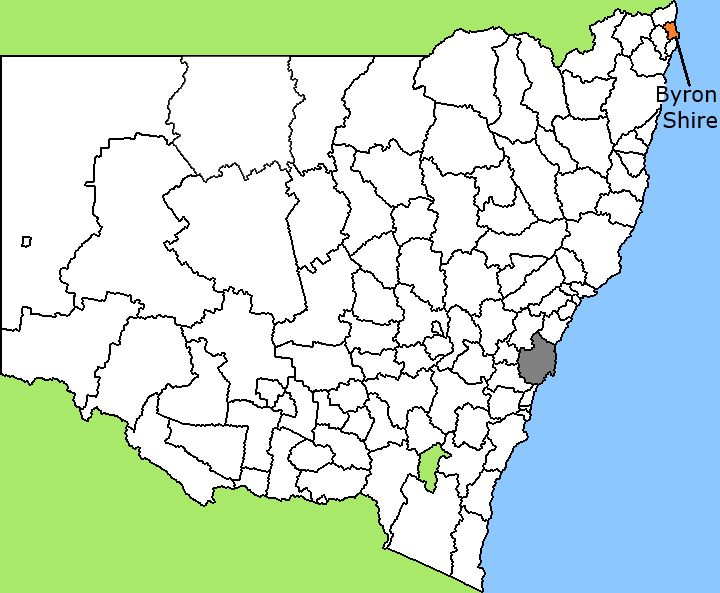
Localização